# Зарічний (Владимирська область)
Зарічний (рос. Заречный) — селище у В'язниківському районі Владимирської області Російської Федерації.
Входить до складу муніципального утворення селище Мстьора. Населення становить 321 особу (2010).

## Історія
Населений пункт розташований на землях фіно-угорського народу мещери.
Від 10 квітня 1929 року належить до В'язниковського району. Спочатку у складі Івановської промислової області, а від 1944 року — Владимирської області.
Згідно із законом від 16 травня 2005 року входить до складу муніципального утворення селище Мстьора.

## Населення
| 2002 | 2010 |
| ---- | ---- |
| 309  | ↗321 |